# Храм Рождества Пресвятой Богородицы (Волконск)
Храм Рождества́ Пресвято́й Богоро́дицы — не сохранившийся православный храм, располагавшийся в селе Волконск Дмитровского района Орловской области. К моменту разборки церкви в 1980-е годы она была старейшим деревянным зданием на территории Дмитровского района и последней деревянной церковью, сохранившейся на территории Орловской области. Являлась памятником архитектуры № 5701255000 неустановленной категории охраны.

## История
Деревянный православный храм, освящённый в честь Рождества Пресвятой Богородицы, впервые упоминается в селе Волконск в 1628 году. В приход храма входило село Волконск и деревни Дружно, Лукино, Пальцево, Поповка. В 1769 году было построено новое деревянное здание храма, которое сохранилось до 1980-х годов. Волконская церковь была единственной в Дмитровском уезде построенной на месте, а не купленной в другом селе и перевезённой в разобранном виде. По другим сведениям здание храма было всё же куплено и перевезено из села Хотеева. Относилась к первому благочинному округу Дмитровского уезда. Тип здания храма представлял собой восьмерик на четверике.
В 1866 году священником Рождественского храма стал выпускник семинарии Семён Покровский. В том же году умер причетник церкви Егор Лампадийский.
В советское время храм был закрыт. 1980-е годы из-за ветхости церковь была разобрана и перевезена в Орёл на территорию хозрасчётного реставрационного участка. Предлагалось собрать здание храма на месте бывшего орловского Рождественского собора, стоявшего в крепости. Церкви были похожи между собой по архитектурной форме. Однако этого не произошло, и церковь сгнила в разобранном виде, а её остатки были списаны. В связи с этим 24 октября 1991 года исключена из списка памятников истории и культуры. Метрические книги храма не сохранились.
В настоящее время в Волконске на месте, где находился храм, установлен крест.